# Cordia leucomalla
Cordia leucomalla là loài thực vật có hoa trong họ Mồ hôi. Loài này được Taub. mô tả khoa học đầu tiên năm 1893.